# Acorypha picta
Acorypha picta är en insektsart som beskrevs av Krauss 1877. Acorypha picta ingår i släktet Acorypha och familjen gräshoppor. Inga underarter finns listade i Catalogue of Life.